# Ratpenat de ferradura de Bourret
El ratpenat de ferradura de Bourret (Rhinolophus paradoxolophus) és una espècie de ratpenat que es troba a Laos, Tailàndia i el Vietnam. Hi ha dubtes importants sobre la seva validesa taxonòmica i és probable que sigui una subespècie del ratpenat de ferradura xinès.